# Jonathan Dean
Jonathan Dean (* 15. Juni 1924 in New York City; † 14. Januar 2014 in Mesa, Arizona) war ein US-amerikanischer Diplomat, dessen Karriere im Kalten Krieg begann. Er entwickelte sich auf Seiten der NATO zum angesehensten Spezialisten in Abrüstungsfragen und trat 1987 an die Öffentlichkeit mit der These, in Europa sei der Höhepunkt einer militärischen Konfrontation zu diesem Zeitpunkt überschritten.

## Leben
Nachdem er im Zweiten Weltkrieg bei der Infanterie gedient hatte, trat er 1949 in den diplomatischen Dienst der Vereinigten Staaten ein. Er arbeitete dort, wo entlang des Eisernen Vorhangs die Machtblöcke sich berührten. Am Anfang, in den 1950er-Jahren, beriet er beim Aufbau der deutschen Bundeswehr die Bundesregierung als Beauftragter des US-Hochkommissars. Er heiratete 1950 Theodora George – sie hatten später zusammen fünf Kinder – und zog mit ihr 1951 nach Bonn, wo er bis 1956 Dienst tat.
Er arbeitete in Elisabethville von 1962 an als UNO-Beauftragter während der sogenannten „Kongo-Wirren“.
Erneut war er von 1968 an im Einsatz bei der amerikanischen Botschaft in Bonn, diesmal als erster politischer Botschaftsrat. Gleichzeitig war er stellvertretender Leiter der amerikanischen Delegation während der Viermächteverhandlungen über Berlin. Insbesondere bei diesen Verhandlungen schien sich nach Deans Ansicht ein derartiger Wandel in der sowjetischen Westpolitik zu vollziehen, dass Befürchtungen über einen drohenden Überraschungsangriff des Ostblocks nicht länger haltbar waren. 1971 trug Dean – damals 47 Jahre alt – den im weltweiten Wettbewerb des diplomatischen Dienstes der USA errungenen Titel des „best reporting Officer“ – er hatte die Angewohnheit, jedes Wort mitzustenographieren.
Dean wohnte den Wiener Truppenreduzierungsverhandlungen (MBFR) von Beginn an bei und leitete im Range eines Botschafters die amerikanische Delegation von 1978 bis 1981. Den auswärtigen Dienst der USA verließ Dean 1982. Er war anschließend „resident associate“ beim Carnegie Endowment for International Peace.
Mit 16 hatte er ein Studium an der Harvard University begonnen, das er nach der Unterbrechung durch den Kriegsdienst am Columbia College in New York abschloss. Den Grad eines „Ph.D.“ in Politikwissenschaft erhielt er von der George Washington University.

## Werke
- Watershed in Europe. Lexington Books, Lexington/Toronto 1987
- Meeting Gorbachev’s Challenge. How to Build Down the NATO-Warsaw Pact Confrontation. St. Martin’s Press, New York 1990
- Ending Europe’s wars. The continuing search for peace and security. Twentieth Century Fund Press, New York 1994